# Мишел Обама
Мишел Лаван Робинсон Обама (енгл. Michelle LaVaughn Robinson Obama; Чикаго, 17. јануар 1964) је америчка адвокатица и супруга Барака Обаме, бившег првог црног председника САД и бившег америчког сенатора Илиноиса и члана Демократске странке.

## Биографија
Одрасла је у Чикагу, а колеџ завршила на Принстону, а право дипломирала на Харварду. Са Бараком Обамом се упознала 1989. док су радили у истој адвокатској фирми, а венчали су се 1992. године. Са њим има две кћери - Малију Ен (1998) и Наташу (Сашу) (2001).

### Каријера
Након што је завршила студије права, била је партнер у чикашком уреду адвокатске фирме Сидли Остин, где је први пут упознала будућег мужа. У фирми је била задужена за маркетинг и интелектуално власништво. После тога је радила у државним институцијама - у чикашкој градској управи као помоћница градоначелника, те као помоћница комесара за планирање и развој, 1993. године је постала извршна директорка чикашке канцеларије јавних сарадника (Chicago office of Public Allies), непрофитне организације која је подстицала младе људе да се ангажују у решавању социјалних проблема радећи у непрофитним групама и државним агенцијама. Тамо је радила скоро четири године и притом постигла рекордне прилива донација организацији која је дуго наставила са радом након њена одласка.
Мишел Обама је 1996. године је постала помоћница декана задужена за студентску службу на чикашком универзитету, те је тамо радила на развоју универзитетског центра за помоћ заједници. У Чикашкој универзитетској болници је почела радити 2002. године, прво као извршна директорка за друштвена питања, а почетком маја 2005. као потпредседник за друштвена и спољашња питања.
Током кампање на страначким предизборима и даље је вршила исту функцију, али је морала скратити радно време како би се могла више посветити кћеркама и мужевљево избору; касније је у потпуности замрзла вршење службе на послу.
Чланица је управног одбора чикашког савета за глобална питања.
Према пореској пријави брачног пара из 2006, Мишелина плата је износила 273.618 долара од Чикашких универзитетских болница, док је Барак имао положај плату у износу од 157.082 долара. Укупни приходи Обаминих су, међутим, износили 991.296 долара, укључујући и 51.200 долара које је зарађивала као чланица управног одбора компаније (TreeHouse Foods, Inc.) А томе треба још придодати такође инвестиције и хонораре од Баракових књига.